# Classe de Todd
Classe de Todd é uma construção matemática baseada a partir da teoria de topologia algébrica em classes características. Ela desempenha um papel importante na generalização do clássico teorema de Grothendieck–Riemann–Roch, formulado para descrever dimensões gigantes.
Para definir a classe de Todd td(E), onde E é um conjunto complexo de vetores em um espaço topológico X, geralmente é possível limitar sua definição através da classe de Chern e do fibrado vetorial em topologia diferencial. De maneira geral, o coeficiente xn, em que Q(x) = 1, representa os números de Bernoulli.
{\displaystyle Q(x)={\frac {x}{1-e^{-x}}}=\sum _{i=0}^{\infty }{\frac {(-1)^{i}B_{i}}{i!}}x^{i}=1+{\dfrac {x}{2}}+{\dfrac {x^{2}}{12}}-{\dfrac {x^{4}}{720}}+\cdots }
{\displaystyle \prod _{i=1}^{m}Q(\beta _{i}x)\ }